# فیلم کنسرت هری پاتر
فیلم-کنسرت هری پاتر در ایران مجموعه‌ای از رویدادهای فرهنگی بود که در خرداد ۱۴۰۴ (مه-ژوئن ۲۰۲۵) در تهران برگزار شد. این رویداد، نخستین اجرای رسمی کنسرت فیلم (Film Concert) با محوریت مجموعه فیلم‌های هری پاتر در ایران به‌شمار می‌رفت. 1 مفهوم اصلی این برنامه شامل اجرای زنده موسیقی متن اصلی و خاطره‌انگیز فیلم‌های هری پاتر توسط یک ارکستر سمفونیک بزرگ و گروه کُر، همزمان با نمایش صحنه‌های برگزیده و به‌یادماندنی از این هشت فیلم بر روی پرده بزرگ بود. 1
برگزارکننده اصلی این مجموعه کنسرت‌ها، پلتفرم محتوای دیجیتال فیدیبو با همکاری «وال‌گلد» بود. 2 تمامی اجراها در سالن اصلی هتل اسپیناس پالاس تهران برگزار گردید. 1 این رویداد با استقبال چشمگیر مخاطبان و علاقه‌مندان ایرانی مجموعه هری پاتر مواجه شد، به طوری که بلیت‌های سانس‌های اولیه به سرعت به فروش رفت و منجر به تمدید چندباره آن گردید. 5 این استقبال گسترده، نشان‌دهنده علاقه قابل توجه به محتوای فرهنگی بین‌المللی با کیفیت و رسمی در ایران، به‌ویژه در میان طرفداران فرنچایزهای جهانی شناخته‌شده مانند هری پاتر بود. موفقیت این رویداد همچنین پتانسیل قالب «فیلم-کنسرت» را به عنوان یک فرم سرگرمی جذاب و نوین برای مخاطبان ایرانی به نمایش گذاشت؛ قالبی که پیش از این در کشورهای متعددی تجربه شده بود و ایران سی و هشتمین کشوری بود که میزبان آن می‌شد. 6

## برگزاری رویداد
جزئیات برگزاری این فیلم-کنسرت شامل تاریخ‌ها، مکان، برگزارکنندگان و عوامل اجرایی، و همچنین ویژگی‌های خاص بلیت‌فروشی به شرح زیر است.

### تاریخ و مکان
نخستین تاریخ اعلام‌شده برای این کنسرت، شنبه، ۱۰ خرداد ۱۴۰۴ بود که شامل دو سانس در ساعات ۱۹:۴۵ و ۲۲:۳۰ می‌شد. 2 تمامی اجراها در سالن رویال هال هتل اسپیناس پالاس تهران، یکی از مراکز همایش معتبر پایتخت، برگزار گردید که انتخاب آن نشان از هدف‌گذاری برای یک رویداد سطح بالا و با کیفیت داشت. 1
با توجه به استقبال گسترده و تکمیل سریع ظرفیت بلیت‌ها، برگزارکنندگان تاریخ‌های جدیدی را برای این رویداد اعلام کردند:
شنبه، ۱۷ خرداد ۱۴۰۴، نیز در دو سانس ۱۹:۴۵ و ۲۲:۳0. 1
جمعه، ۲۳ خرداد ۱۴۰۴، مجدداً در دو سانس ۱۹:۴۵ و ۲۲:۳0. 5
این تمدیدهای متوالی و سریع، نه تنها بیانگر میزان بالای تقاضا بود، بلکه توانایی لجستیکی برگزارکنندگان برای هماهنگی مجدد با سالن، ارکستر و سایر عوامل در مدت زمان کوتاه را نیز نشان می‌داد. انتخاب استراتژیک روزهای پایانی هفته (شنبه و جمعه) برای برگزاری کنسرت‌ها، دسترسی و حضور حداکثری مخاطبان، از جمله شاغلین و دانشجویان را تسهیل نمود و در موفقیت فروش بلیت‌ها نقش مهمی ایفا کرد. 2
| تاریخ | روز | سانس اول | سانس دوم | ملاحظات       |
| ----- | --- | -------- | -------- | ------------- |
|       |     |          |          | تاریخ اولیه 2 |
|       |     |          |          | تمدید اول 1   |
|       |     |          |          | تمدید دوم 5   |

### برگزارکنندگان و عوامل اجرایی
مسئولیت اصلی برگزاری این رویداد فرهنگی بر عهده پلتفرم فیدیبو، که بیشتر به عنوان ارائه‌دهنده کتاب‌های الکترونیک و محتوای دیجیتال شناخته می‌شود، با همراهی و حمایت «وال‌گلد» بود. 2 این اقدام فیدیبو نشان‌دهنده گسترش فعالیت‌های این مجموعه به حوزه رویدادهای فرهنگی و تجربی بزرگ مقیاس بود، حرکتی که می‌تواند به عنوان یک استراتژی برای تقویت برند و ایجاد ارتباط عمیق‌تر با مخاطبان تفسیر شود. مصاحبه مدیرعامل فیدیبو، امیر بهدانی، نیز بر اهمیت تولید محتوای خلاقانه و متناسب با سلیقه مخاطب، مانند این فیلم-کنسرت، در فضای کسب‌وکارهای دیجیتال تأکید داشت. 9
تیم اجرایی و هنری این کنسرت شامل افراد زیر بود:
رهبر ارکستر: سینا خیرآبادی 1
تهیه‌کننده: وحید خالقی 1
مدیر هنری (یا طراح هنری): سینا صالحی 1
اجرای موسیقی توسط یک ارکستر سمفونیک بزرگ متشکل از «بیش از ۱۰۰ نوازنده و گروه کرال» صورت گرفت. 2 حضور چنین تیم هنری متخصص و ارکستر بزرگی، بیانگر سرمایه‌گذاری قابل توجه بر کیفیت هنری و پیچیدگی‌های اجرایی این فیلم-کنسرت بود و نشان می‌داد که رویداد با استانداردهای یک تولید هنری جدی و سطح بالا برنامه‌ریزی شده است.
| نقش | نام             |
| --- | --------------- |
|     | فیدیبو2         |
|     | وال‌گلد 2        |
|     | سینا خیرآبادی 7 |
|     | وحید خالقی 7    |
|     | سینا صالحی 7    |

### بلیت‌فروشی و ویژگی‌های خاص
فروش بلیت‌های این فیلم-کنسرت به طور انحصاری از طریق وب‌سایت فیدیبو به نشانی https://harrypotter.fidibo.com/concert انجام می‌شد. 2 این روش فروش متمرکز آنلاین، علاوه بر تسهیل فرآیند خرید برای مخاطبان، نقش محوری فیدیبو را در تمامی جنبه‌های رویداد تقویت می‌کرد.
یکی از ویژگی‌های برجسته و جذاب این رویداد برای خریداران بلیت، شرکت در قرعه‌کشی ویژه «سفر به ژاپن و بازدید از مدرسه‌ی هاگوارتز» بود. 1 این جایزه، که به جاذبه‌های توریستی مرتبط با دنیای هری پاتر در ژاپن اشاره دارد، به عنوان یک ابزار بازاریابی قدرتمند عمل کرد و احتمالاً در ایجاد هیجان و ترغیب بیشتر مخاطبان برای خرید بلیت، فراتر از جذابیت خود کنسرت، مؤثر بوده است. این نوع مشوق‌های با ارزش، نشان‌دهنده یک رویکرد بازاریابی حساب‌شده برای افزایش جذابیت رویداد و همسو با روندهای جهانی در «اقتصاد تجربه» است، جایی که مصرف‌کنندگان به دنبال تجربیات منحصر به فرد و خاطره‌انگیز هستند.

## موسیقی و اجرا
هسته اصلی این رویداد، قالب «فیلم-کنسرت» بود که در آن، موسیقی متن اصلی و نمادین فیلم‌های هری پاتر توسط ارکستر سمفونیک و گروه کر به صورت زنده اجرا می‌شد. 1 این اجرای زنده با نمایش همزمان سکانس‌های منتخب و خاطره‌انگیز از هر هشت فیلم مجموعه هری پاتر بر روی یک پرده بزرگ سینمایی همراه بود. 1 هدف از این ترکیب، ایجاد «تجربه‌ای شنیداری-دیداری کاملاً متفاوت و باکیفیت» و «اجرایی فراتر از کنسرت و سینما» برای مخاطبان عنوان شده بود. 1
موسیقی‌های اجرا شده در این کنسرت، آثار چهار آهنگساز برجسته‌ای را در بر می‌گرفت که در طول سال‌ها موسیقی متن فیلم‌های هری پاتر را خلق کرده‌اند:
جان ویلیامز (آهنگساز سه فیلم اول)
پاتریک دویل (آهنگساز فیلم هری پاتر و جام آتش)
نیکلاس هوپر (آهنگساز فیلم‌های هری پاتر و محفل ققنوس و هری پاتر و شاهزاده دورگه)
الکساندر دسپلا (آهنگساز دو فیلم پایانی، هری پاتر و یادگاران مرگ - قسمت ۱ و هری پاتر و یادگاران مرگ - قسمت ۲) این مجموعه آهنگسازان در منابع متعدد خبری پوشش دهنده این رویداد ذکر شده‌اند. 2
بر اساس گزارش‌ها و نقدها، برخی قطعات موسیقی خاص در این اجراها برجستگی ویژه‌ای داشتند. برنامه با اجرای قطعه نمادین «تم هدویگ» (Hedwig's Theme) اثر جان ویلیامز، که به عنوان موسیقی اصلی و معرف دنیای هری پاتر شناخته می‌شود، آغاز شد. این اجرا با نمایش تصاویری از فیلم هری پاتر و سنگ جادو همراه بود و احساسات نوستالژیک قدرتمندی را در تماشاگران برانگیخت. 6 قطعاتی چون «Statues» و «Courtyard Apocalypse» از الکساندر دسپلا، که مربوط به صحنه‌های حماسی نبرد هاگوارتز در فیلم هری پاتر و یادگاران مرگ – قسمت دوم هستند، به عنوان یکی از نقاط اوج احساسی و پرشور کنسرت توصیف شده‌اند. 5 همچنین اجرای قطعه «Obliviate» از همین آهنگساز، همزمان با نمایش صحنه تأثیرگذار مربوط به هرمیون گرنجر، فضایی پرتنش و عاطفی را ایجاد کرد. 6 نقدها نشان می‌دهند که سبک‌های متفاوت هر آهنگساز به خوبی در اجراها بازتاب یافته و با حال و هوای فیلم‌های مربوطه هماهنگ بوده‌اند؛ از ریتم‌های پرانرژی و دراماتیک پاتریک دویل برای جام آتش تا تم‌های تاریک‌تر و عمیق‌تر نیکلاس هوپر برای محفل ققنوس. 6
این انتخاب دقیق موسیقی و صحنه‌های فیلم، نشان از یک تلاش هدفمند برای ساختن یک روایت منسجم و تأثیرگذار از طریق ترکیب هنر موسیقی و سینما دارد. این رویکرد فراتر از یک اجرای صرف موسیقی فیلم بود و هدف آن ایجاد یک تجربه همه‌جانبه و عمیقاً احساسی برای طرفداران بود، تجربه‌ای که به شدت بر عنصر نوستالژی و خاطرات جمعی مرتبط با مجموعه هری پاتر تکیه داشت.
لازم به ذکر است که مجموعه کنسرت‌های فیلم هری پاتر یک پدیده جهانی است و پیش از ایران، در ۳۷ کشور دیگر نیز اجرا شده بود. 6 این موضوع، اجرای تهران را در یک چارچوب بین‌المللی قرار می‌دهد، هرچند منابع ایرانی به طور مشخص به نام شرکت برگزارکننده جهانی این تورها (مانند CineConcerts) اشاره نکرده‌اند. 11

## بازخورد و استقبال
فیلم-کنسرت هری پاتر در ایران با استقبال بسیار گسترده‌ای از سوی مخاطبان و پوشش خبری قابل توجهی از سوی رسانه‌ها مواجه شد.
بر اساس گزارش‌ها، تنها در شب اول اجرا (۱۰ خرداد)، «بیش از ۶ هزار نفر» در دو سانس این برنامه حضور یافتند. 5 این آمار قابل توجه، نشان‌دهنده عطش و علاقه وافر به این رویداد بود. شور و هیجان مخاطبان نیز در گزارش‌ها به تصویر کشیده شده است؛ به عنوان مثال، ذکر شده که «ساعتی پیش از آغاز برنامه، طرفداران با لباس‌های فرم هاگوارتز شامل رداهای سیاه با نشان‌های گروه‌های چهارگانه... و شال‌گردن‌های متناسب... در محل حاضر شدند.» 6 این حضور طرفداران با پوشش‌های خاص دنیای هری پاتر (معروف به «پاترهدها» 5)، بیانگر وجود یک جامعه طرفداری فعال و پرشور برای این مجموعه در ایران است که این رویداد فرصتی برای گردهمایی و ابراز علاقه مشترک آن‌ها فراهم آورد.
رسانه‌های مختلفی از جمله برترین‌ها، سلام سینما، قطره، ویستا، خبر فارسی، ایلنا، اقتصاد آنلاین و خبرآنلاین به پوشش این رویداد پرداختند. 1 نقد منتشر شده در «اقتصاد آنلاین» تجربه حضور در کنسرت را بسیار مثبت ارزیابی کرده و آورده است: «نت‌های ظریف ویولن‌ها و عظمت سازهای بادی، گویی تماشاگران را از تهران به دیاگون اَلی و تالار بزرگ هاگوارتز منتقل کرد.» این نقد همچنین هماهنگی دقیق موسیقی و تصویر و تأثیر عاطفی قطعات خاص را ستوده است. 6 وب‌سایت «خبر فارسی» نیز در گزارشی اشاره کرد: «کنسرت‌هایی با این حال و هوا و کیفیت در ایران چیز دیگری است، با همه ملاحظاتش.» 5 این جمله بیانگر سطح بالای تولید و اجرای برنامه و تمایز آن با سایر رویدادهای مشابه در کشور است.
مهم‌ترین شاخص استقبال مثبت، فروش بسیار سریع بلیت‌ها و در نتیجه، تمدید چندباره تاریخ‌های کنسرت بود که پیشتر به آن اشاره شد. 1 این موفقیت کم‌نظیر می‌تواند معیاری برای سنجش کیفیت و استانداردهای برگزاری رویدادهای فرهنگی بزرگ در ایران، به‌ویژه آن‌هایی که با فرنچایزهای بین‌المللی یا تولیدات پیچیده صوتی-تصویری سروکار دارند، تعیین کند و انتظارات مخاطبان را برای برنامه‌های آتی ارتقا دهد.

## اهمیت فرهنگی
برگزاری فیلم-کنسرت هری پاتر در ایران از چند جنبه دارای اهمیت فرهنگی بود. نخست، این رویداد به دلیل «برای اولین بار در ایران» بودن، یک اتفاق نو و قابل توجه در عرصه سرگرمی‌های فرهنگی کشور محسوب می‌شد. 1 این امر نشانه‌ای از گسترش گزینه‌های فرهنگی و تفریحی برای مخاطبان ایرانی، به‌ویژه علاقه‌مندان به پدیده‌های فرهنگی جهانی بود.
این کنسرت همچنین به عنوان پلی میان فرهنگ جهانی و تولیدات فرهنگی داخلی عمل کرد. ارائه یک محصول فرهنگی شناخته‌شده بین‌المللی مانند هری پاتر، با اجرای هنرمندان و نوازندگان ایرانی و با استانداردهای کیفی بالا، نوعی تبادل و تعامل فرهنگی را به نمایش گذاشت. استفاده از یک ارکستر بزرگ با بیش از ۱۰۰ نوازنده و گروه کر ایرانی، فرصتی برای نمایش استعداد و توانایی موسیقی‌دانان داخلی در اجرای قطعات پیچیده و مشهور جهانی فراهم آورد. 2
برای جامعه بزرگ طرفداران هری پاتر در ایران، این رویداد یک لحظه فرهنگی مهم و فرصتی رسمی و همه‌جانبه برای تجربه دوباره «جادوی» این مجموعه داستان‌ها بود. استقبال پرشور و حضور فعال آن‌ها، اهمیت این رویداد را برای این گروه از مخاطبان تأیید می‌کند. 5
موفقیت این رویداد و برگزاری روان آن، با وجود اشاره کلی به «ملاحظات» خاص برگزاری چنین کنسرت‌هایی در ایران 5، می‌تواند به عادی‌سازی و پذیرش بیشتر رویدادهای فرهنگی بزرگ با محوریت محصولات فرهنگ عامه غربی کمک کند. این امر ممکن است راه را برای برگزاری برنامه‌های مشابه با سایر فرنچایزهای بین‌المللی هموارتر سازد. علاوه بر این، رویدادی با این مقیاس، شامل اجاره سالن، دستمزد نوازندگان و عوامل فنی، بازاریابی و سایر هزینه‌ها، تأثیر اقتصادی مثبتی، هرچند محدود، بر صنایع خلاق و مدیریت رویداد در سطح محلی داشته است.